# Пінкель

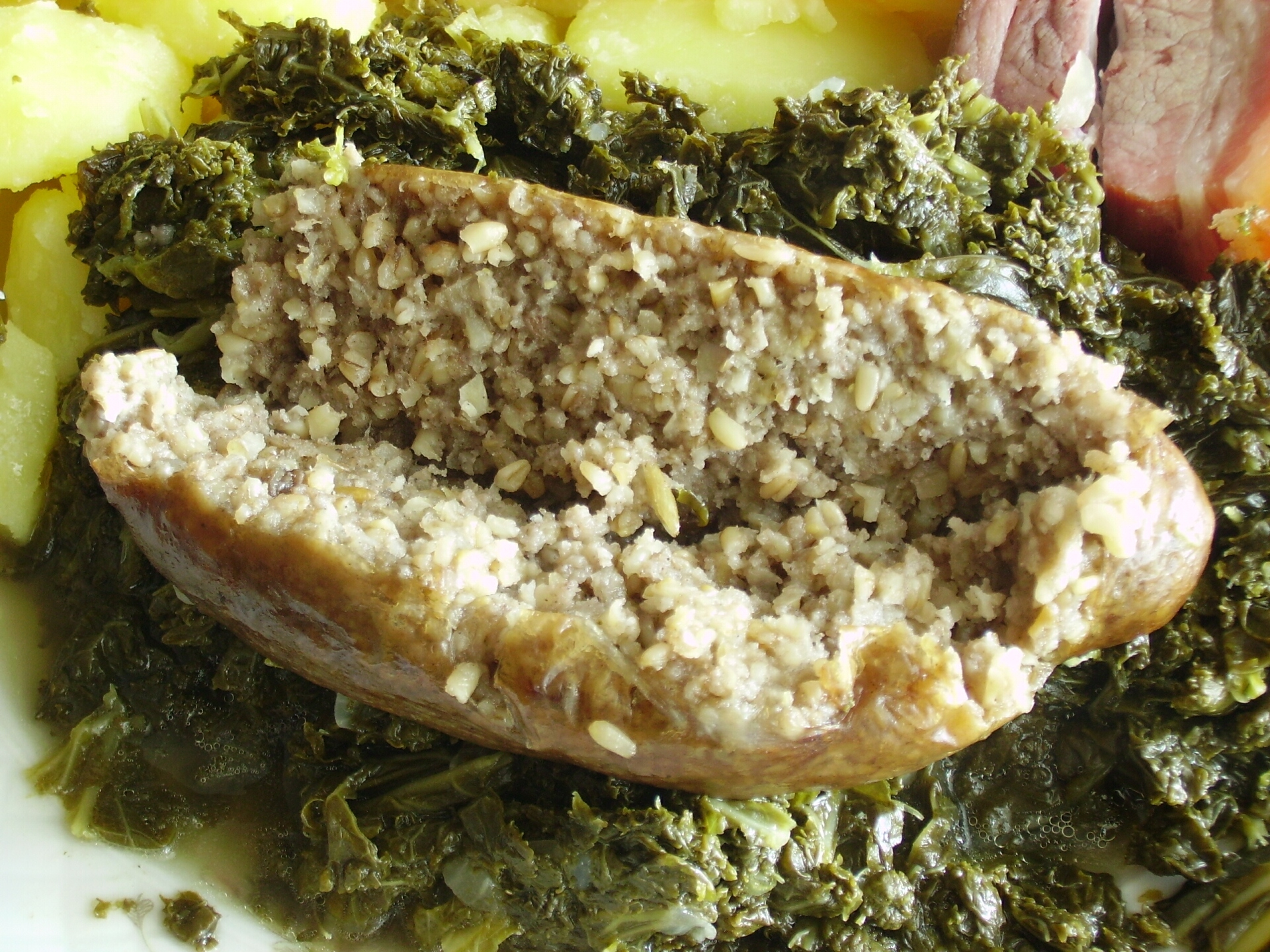
Пінкель із грюнколем

Пінкель (нім. Pinkel) — традиційна для північно-західної Німеччини (Ольденбург, Бремен, Фрісландія) підкопчена, грубої зернистості ковбаса — грюцвурст, що подається до столу у вигляді окремої страви з гарніром з кучерявої капусти. У південно-німецьких регіонах Пінкель практично невідомий.

## Приготування
Цей вид ковбаси складається значною мірою зі свинячого сала, а також з яловичого жиру, вівсяної або ячмінної крупи, з додаванням цибулі, солі, чорного перцю та інших прянощів. Точні рецепти приготування зберігають у місцевих ковбасних у секреті та у різних районах відрізняються один від одного. Пінкель з високим вмістом м'яса називається «м'ясним пінкелем», або «Ольденбурзьким пінкелем» (Fleisch-Pinkel, Oldenburger Pinkel). Ковбасний фарш традиційно укладають у свинячі, рідше — у яловичі кишки.

## Традиція
Так звані «капустяні поїздки» — зимові виїзди з обідом у сільських гостинних дворах є традиційними для північних регіонів Німеччини: у них беруть участь цілі сім'ї, товариські компанії та клуби за інтересами. Особливо цей звичай поширений на околицях Ольденбурга. Після пішої прогулянки всі сідають за стіл, накритий для пінкеля з грюнколем. Страва є калорійною і ситною, що відновлює сили після тривалої подорожі морозом. До пінкелю подають також варені ковбаси, каселер, нарізане сало і (іноді) копчену грудинку.